# Streblocera nigrithoracica
Streblocera nigrithoracica är en stekelart som beskrevs av Watanabe 1937. Streblocera nigrithoracica ingår i släktet Streblocera och familjen bracksteklar. Inga underarter finns listade i Catalogue of Life.